# Fuerte de Isla Verde

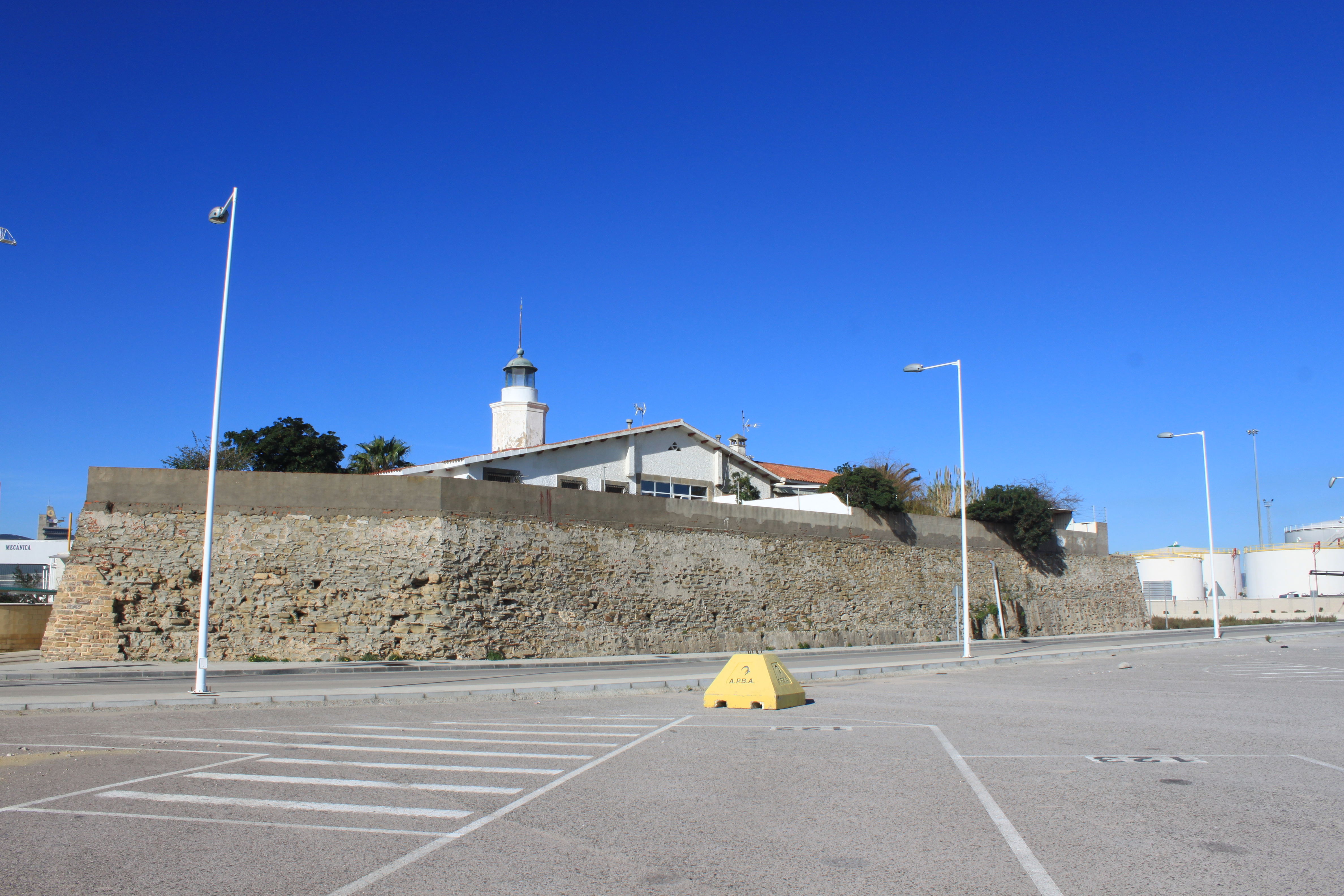
Batería de Santa Bárbara desde el exterior en la actualidad. Sobre ella el faro de Isla Verde.

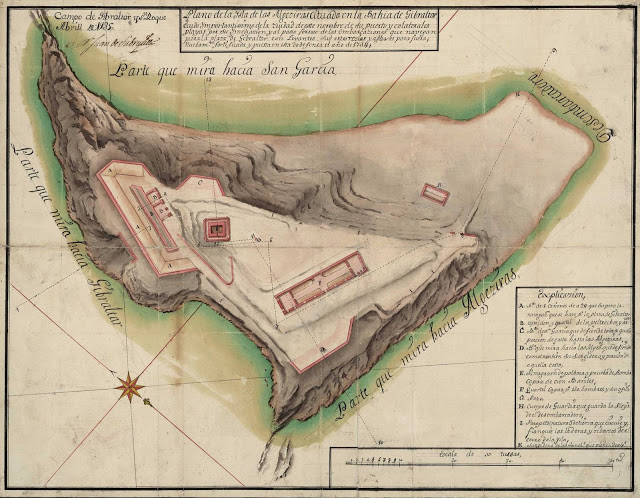
Fuerte de Isla Verde en el diseño original de 1734 de Juan de Subreville.

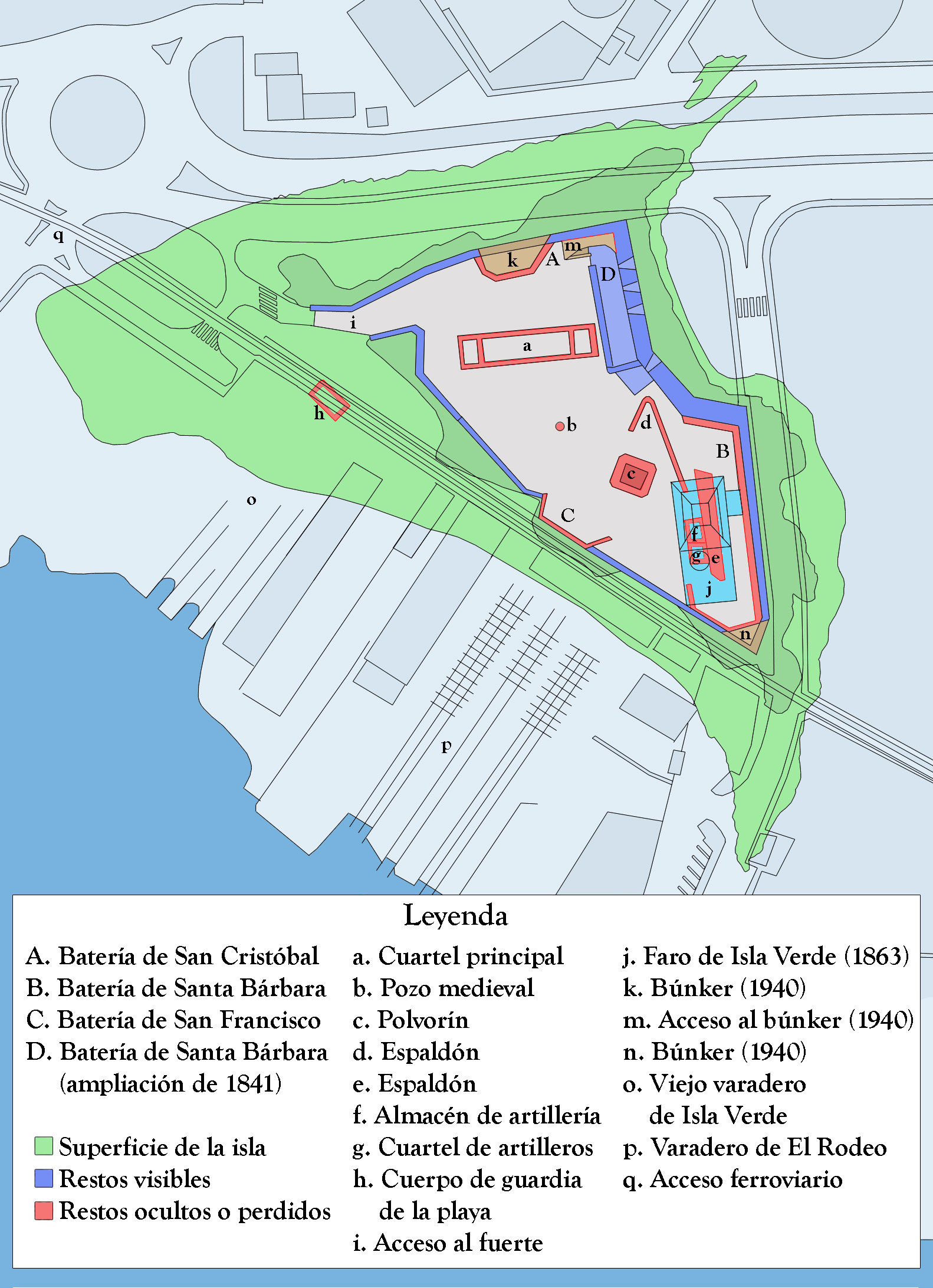
Plano del fuerte.

El fuerte de Isla Verde es una instalación militar diseñada por el ingeniero Juan de Subreville y construida en 1734 en la Isla Verde frente a la Villa Vieja de Algeciras y la desembocadura del río de la Miel, ingeniero que también diseñó la reconstrucción del Castillo de Valencia de Alcántara en la parte occidental de la provincia de Cáceres. El fuerte fue construido con motivo de los asedios a la ciudad de Gibraltar y ampliado a lo largo de los siglos hasta la construcción de dos búnkeres de ametralladoras en 1942. En la actualidad se encuentra en el interior del Puerto de Algeciras, muy transformado y a la espera de nuevas intervenciones arqueológicas que lo pongan en valor.
Tras la conquista británica de la ciudad de Gibraltar de 1704 y los sucesivos intentos de recuperar la plaza por parte de las tropas españolas las autoridades militares de este país tomaron conciencia de la fragilidad de la costa circundante de la bahía de Algeciras. Uno de los principales puntos de apoyo para el sistema defensivo que comenzó a crearse a principios del siglo XVIII fue la Isla Verde de Algeciras, una pequeña isla de forma alargada y paralela a la costa situada frente a la ciudad y al puerto localizado en la desembocadura del río de la Miel. Aunque quizás los primeros elementos de artillería fueron emplazados en el lugar en el asedio a Gibraltar de 1704 y ya en el asedio de 1727 existía una batería provisional no fue hasta 1734 cuando comenzaron las obras de fortificación del islote. El proyecto del fuerte fue obra del ingeniero militar Juan de Subreville basado en proyectos anteriores de Jorge Próspero de Verboom.
El fuerte contaba con tres baterías:
1. Batería de Algeciras (llamada de San Cristóbal a partir de 1745), se dirigía hacia el norte controlando barcos que pudieran atacar la Villa Nueva de la ciudad, veinte metros de largo con capacidad para 4 o 5 cañones.
2. Batería principal (de Santa Bárbara desde 1745) en dirección sureste, sus cañones se dirigían hacia la entrada de la bahía y podía cruzar fuego con la batería del Fuerte de San García, cuarenta metros y trece cañones de artillería gruesa.
3. Batería de San García (de San Francisco desde 1745), apuntando en dirección suroeste, hacia la batería de Punta Rodeo con la que cruzaba fuego, la menor de las tres, apenas 9 metros y dos cañones.

Las baterías se situaban en los bordes de la isla, y estaban unidas entre ellas por un muro con escarpa que impedía el desembarco. En el interior de la isla junto a la batería de Algeciras se situaba el cuartel principal con capacidad para 70 hombres y con tres espacios: dormitorios para oficiales, para soldados y almacén de víveres; entre las baterías principal y de San García se situaba el cuartel de Artilleros y el almacén de artillería. Este edificio estaba separado de la batería principal por un espaldón, estructura que impedía que los proyectiles que no acertaran en la batería llegaran a la construcción; por último, en el centro de la isla se encontraba el polvorín, edificio de gruesas paredes que impedían que un proyectil hiciera detonar el armamento allí depositado.

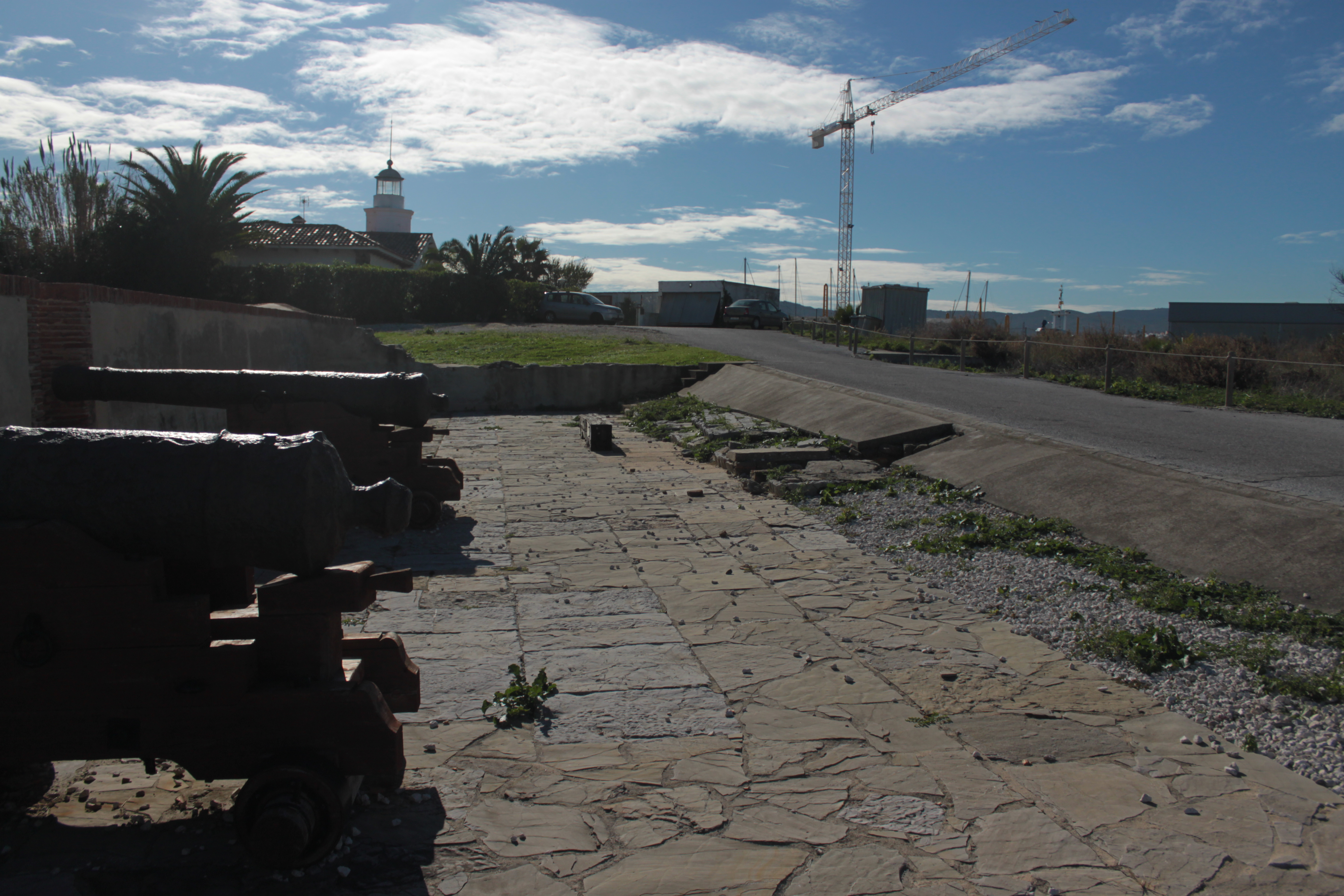
Parte de la batería principal en la actualidad. Se observa el pavimento original y dos cañones donados por el Regimiento de Artillería RACTA 4 para el yacimiento.

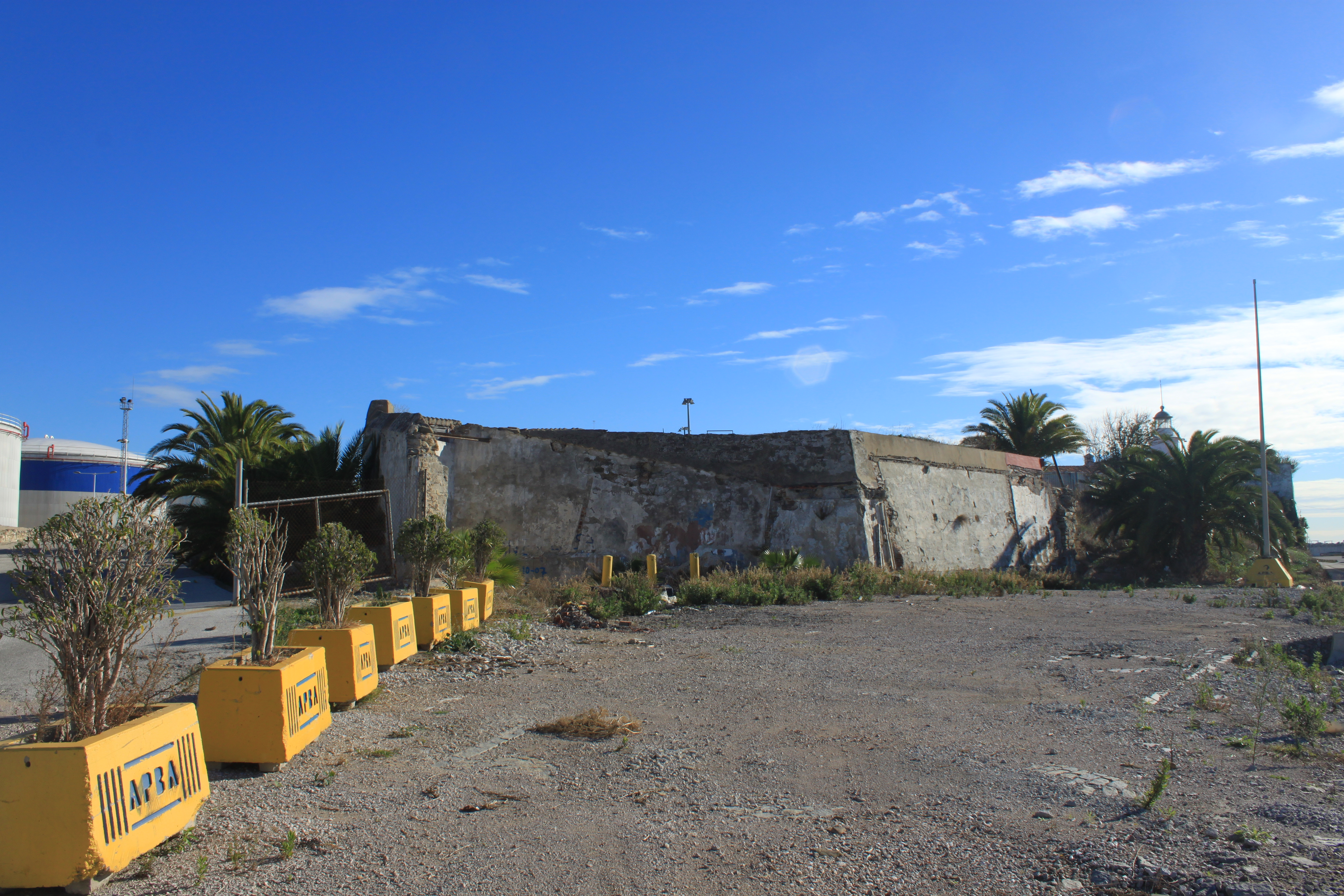
Lienzo occidental del fuerte en la actualidad sin restaurar tras la eliminación de las construcciones que tenían adosadas. A la izquierda acceso al interior.

En el norte de la isla, en la zona a nivel del mar junto a la puerta, se construyó en la reforma de 1745 una batería provisional que se denominó de San Joaquín, con el llamado Cuerpo de Guardia de la Playa. Años después, en 1756 los cuarteles del fuerte son acondicionados para funcionar como cárcel para presos de Estado. En 1779 durante el Gran Asedio de Gibraltar fue ampliada su dotación artillera al tiempo que se construía un astillero en la costa más cercana a la isla y protegida por las baterías de ésta donde se construyeron las baterías flotantes diseñadas por el ingeniero Arçon.
La principal acción bélica en la que participaría el fuerte de Isla Verde fue la denominada Batalla de Algeciras en 1801 entre la flota de la Primera República Francesa y la del Reino Unido. El 13 de junio de ese año la escuadra francesa, perseguida por la británica se resguardó en la bahía de Algeciras al amparo de las baterías de Santiago, San García e Isla Verde. El desarrollo de esta batalla hizo que el fuerte fuese tomando cada vez más importancia en el mismo actuando en los últimos momentos como vanguardia de las tropas defensoras. El daño causado por los cañones de la isla hizo que James Saumarez, comandante de la flota británica, ordenara el desembarco en la Isla Verde para tomar el fuerte. Varios botes se aproximaron bajo el fuego de mortero y fusil y algunos soldados lograron desembarcar en la playa bajo la muralla de la fortificación. No pueden, sin embargo, tomar el fuerte y los soldados defensores matan a gran cantidad de ellos y hunden varias lanchas hasta que Saumarez ordena la retirada.
En 1810, con motivo de unas reformas se construyó una estructura de ingreso triangular en el norte de la isla, junto a la batería provisional. Con el avance del siglo las instalaciones fueron necesitando continuas reparaciones que no llegaban a llevarse a cabo, así en 1825 dos lienzos de la muralla caían a consecuencia de un fuerte temporal. En 1841 se amplió la batería principal con nuevas troneras en el norte de la batería y en los años siguientes se abrieron otras tres más junto a ésta junto a un puesto para fusileros. Alrededor de 1845 la muralla se encontraba completa tras las reparaciones acometidas y su cierre allí donde el proyecto inicial no lo contemplaba. En 1863 se construiría el Faro de Isla Verde, proyecto de Jaime Font en el interior del fuerte sobre la batería de San García que quedó inutilizada.

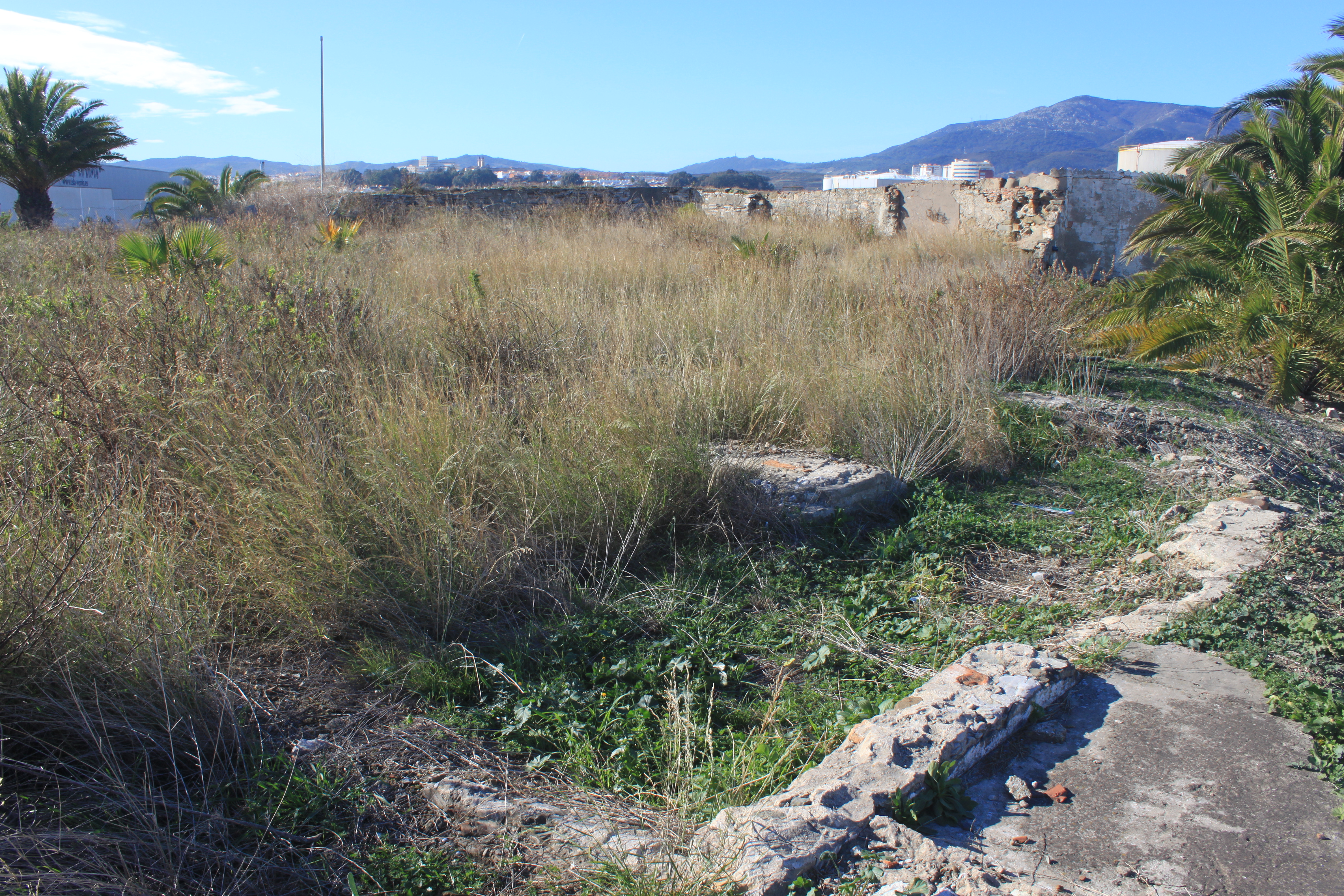
Restos de los cuarteles para la tropa en la actualidad.

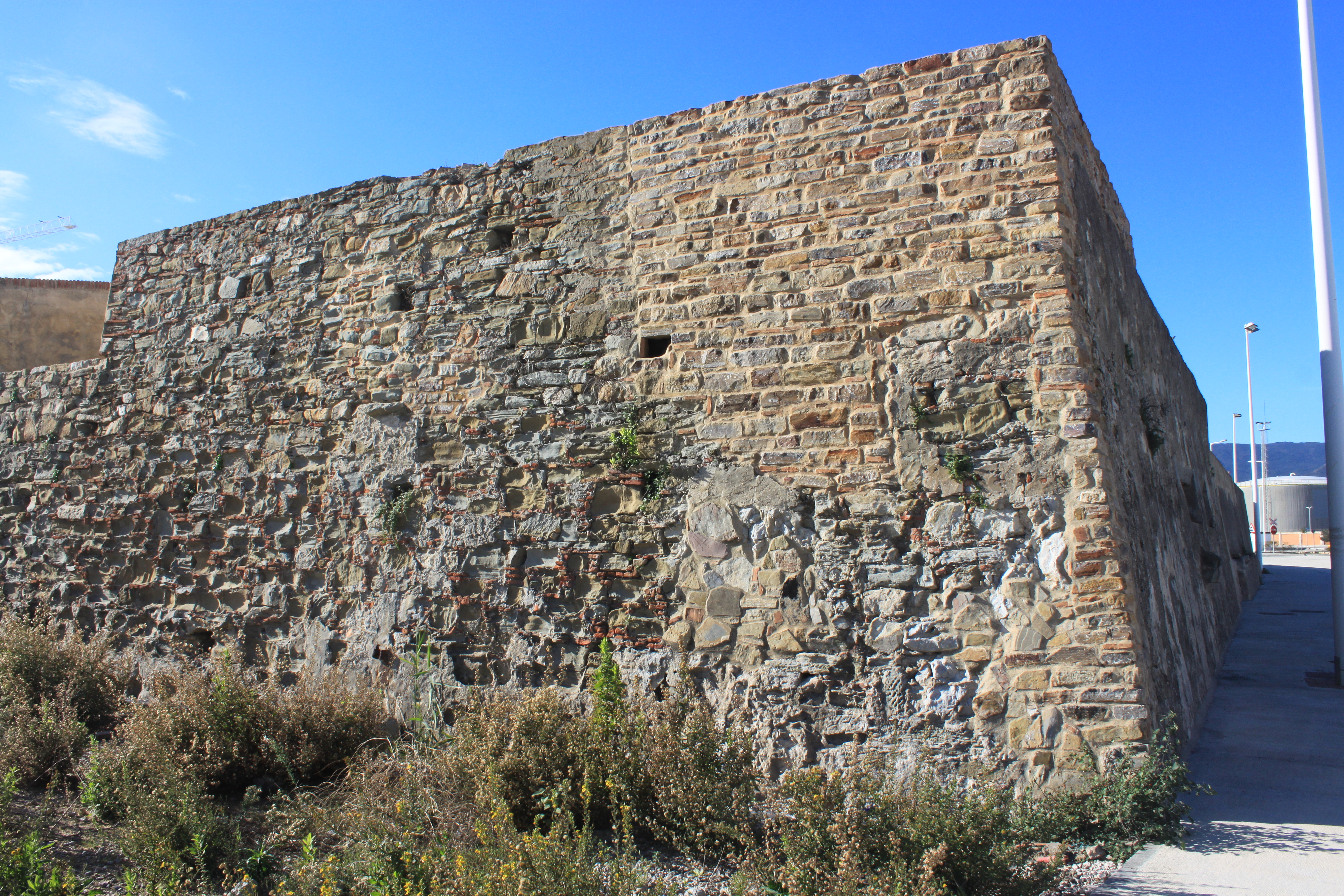
Esquina noreste del fuerte desde el exterior. A la derecha se observan las troneras del búnker construido en 1942.

A principios del siglo XX se consideró que la fortificación dejaba de tener uso militar. El crecimiento del nuevo puerto de Algeciras dio un nuevo uso a la zona después de que en 1919 las instalaciones fueran cedidas a la Junta de Obras del puerto. De esta forma sus principales estructuras fueron parcialmente arrasadas e integradas en el puerto con la construcción de unos astilleros adosados a la muralla sur y varias dependencias internas destinadas a reparaciones. En 1939 dentro del Plan defensivo del Campo de Gibraltar, un proyecto de fortificación acometido en el área del Estrecho para evitar una posible invasión aliada durante la Segunda Guerra Mundial se construyeron dos búnkeres adosados a la muralla al norte y al sur y una estructura cilíndrica destinada a emplazar una ametralladora antiaérea. Junto a estos búnkeres, fuera de la muralla, se construyó un cuartel para tropa que estuvo ocupado por 40 soldados durante unos años.
El paso de los años y la ampliación del Puerto de Algeciras hizo perder el carácter insular de la Isla Verde en los años 60. El fuerte quedó relegado a zona de almacén y reparación realizándose numerosas obras que degradaron y destruyeron parte de las estructuras anteriores. Se demolieron los edificios originales y se rellenó la explanada central. En 2006 diversas intervenciones arqueológicas a cargo de la Autoridad Portuaria de la Bahía de Algeciras descubrieron parte de las construcciones. Se demolieron las estructuras adosadas a la muralla y las construcciones del siglo XX. Se actuó sobre la tronera norte de la batería principal recuperando el pavimento original formado con losas de Tarifa, la planta de los cuarteles y la muralla sur que había quedado enmascarada con los tinglados de los astilleros adosados. También se recuperó uno de los búnkeres y la estructura artillera antiaérea adyacente.
Aunque en la actualidad el fuerte puede visitarse no se encuentra señalizado y es difícil de interpretar sus restos. Por ello tras la primera intervención arqueológica realizada en 2006 y las que se proyectan en años siguientes se pretende poner en valor la fortificación para añadirla al equipamiento cultural de la ciudad.